# 1979–1980-as bajnokcsapatok Európa-kupája
A bajnokcsapatok Európa-kupája 25. szezonja. Ismét az angol Nottingham Forest nyerte meg a sorozatot, döntőbeli ellenfele a Hamburg volt.

## Eredmények

### Selejtező
| 1. csapat | Össz. | 2. csapat | 1. mérk. | 2. mérk. |
| --------- | ----- | --------- | -------- | -------- |
| Dundalk   | 3–1   | Linfield  | 1–1      | 2–0      |

### 1. forduló
| 1. csapat            | Össz. | 2. csapat       | 1. mérk. | 2. mérk. |
| -------------------- | ----- | --------------- | -------- | -------- |
| Nottingham Forest    | 3–1   | Öster           | 2–0      | 1–1      |
| Argeş Piteşti        | 3–2   | AEK Athén       | 3–0      | 0–2      |
| Dynamo Berlin        | 4–1   | Ruch Chorzów    | 4–1      | 0–0      |
| Servette             | 4–2   | Beveren         | 3–1      | 1–1      |
| Újpesti Dózsa        | 3–4   | Dukla Praha     | 3–2      | 0–2      |
| Start                | 1–6   | Strasbourg      | 1–2      | 0–4      |
| HJK Helsinki         | 2–16  | Ajax            | 1–8      | 1–8      |
| Red Boys Differdange | 3–7   | Omonia          | 2–1      | 1–6      |
| Partizani Tirana     | 2–4   | Celtic FC       | 1–0      | 1–4      |
| Dundalk              | 2–1   | Hibernians      | 2–0      | 0–1      |
| FC Porto             | 1–0   | AC Milan        | 0–0      | 1–0      |
| Levszki Szofija      | 0–3   | Real Madrid     | 0–1      | 0–2      |
| Valur                | 1–5   | Hamburg         | 0–3      | 1–2      |
| Liverpool            | 2–4   | Dinamo Tbiliszi | 2–1      | 0–3      |
| Vejle                | 4–3   | Austria Wien    | 3–2      | 1–1      |
| Hajduk Split         | 2–0   | Trabzonspor     | 1–0      | 1–0      |

### 2. forduló (Nyolcaddöntő)
| 1. csapat         | Össz. | 2. csapat       | 1. mérk. | 2. mérk. |
| ----------------- | ----- | --------------- | -------- | -------- |
| Nottingham Forest | 4–1   | Argeş Piteşti   | 2–0      | 2–1      |
| Dynamo Berlin     | 4–3   | Servette        | 2–1      | 2–2      |
| Dukla Praha       | 1–2   | Strasbourg      | 1–0      | 0–2      |
| Ajax              | 10–4  | Omonia          | 10–0     | 0–4      |
| Celtic FC         | 3–2   | Dundalk         | 3–2      | 0–0      |
| FC Porto          | 2–21  | Real Madrid     | 2–1      | 0–1      |
| Hamburg           | 6–3   | Dinamo Tbiliszi | 3–1      | 3–2      |
| Vejle             | 2–4   | Hajduk Split    | 0–3      | 2–1      |

1 A Real Madrid csapata jutott tovább, idegenben lőtt több góllal.

### Negyeddöntő
| 1. csapat         | Össz. | 2. csapat     | 1. mérk. | 2. mérk. |
| ----------------- | ----- | ------------- | -------- | -------- |
| Nottingham Forest | 3–2   | Dynamo Berlin | 0–1      | 3–1      |
| Strasbourg        | 0–4   | Ajax          | 0–0      | 0–4      |
| Celtic FC         | 2–3   | Real Madrid   | 2–0      | 0–3      |
| Hamburg           | 3–31  | Hajduk Split  | 1–0      | 2–3      |

1 A Hamburg csapata jutott tovább, idegenben lőtt több góllal.

### Elődöntő
| 1. csapat         | Össz. | 2. csapat | 1. mérk. | 2. mérk. |
| ----------------- | ----- | --------- | -------- | -------- |
| Nottingham Forest | 2–1   | Ajax      | 2–0      | 0–1      |
| Real Madrid       | 3–5   | Hamburg   | 2–0      | 1–5      |

### Döntő
| 1980. május 28. | Nottingham Forest | 1–0   | Hamburg | Santiago Bernabéu stadion (Madrid) Nézőszám: 50,000 v.: Garrido (Portugália) |
| 1980. május 28. | Robertson 21'     | (1–0) |         | Santiago Bernabéu stadion (Madrid) Nézőszám: 50,000 v.: Garrido (Portugália) |

| Az 1979–80-as bajnokcsapatok Európa-kupájának győztese |
| Nottingham Forest 2. cím                               |
| ← 1978–79 Nottingham Forest                            |
| Liverpool 1980–81 →                                    |